# علم المعاملات
علم المعاملات من فروع علم الحساب وهو تصريف الحساب في معاملات المدن في البياعات والمساحات والزكوات وسائر ما يعرض فيه العدد من المعاملات يصرف في ذلك صناعتا الحساب في المجهول والمعلوم والكسر والصحيح والجذور وغيرها. والغرض من تكثير المسائل المفروضة فيها حصول المران والدربة بتكرار العمل حتى ترسخ الملكة في صناعة الحساب. ولأهل الصناعة الحسابية من أهل الأندلس تآليف فيها متعددة من أشهرها معاملات الزهراوي وابن السمح وأبي مسلم بن خلدون من تلاميذ مسلمة المجريطي وأمثالهم.